# Christian Martínez Cedillo
Christian Martínez Cedillo (Città del Messico, 16 ottobre 1979) è un ex calciatore messicano, di ruolo portiere.